# Traun-Enns-Riedelland

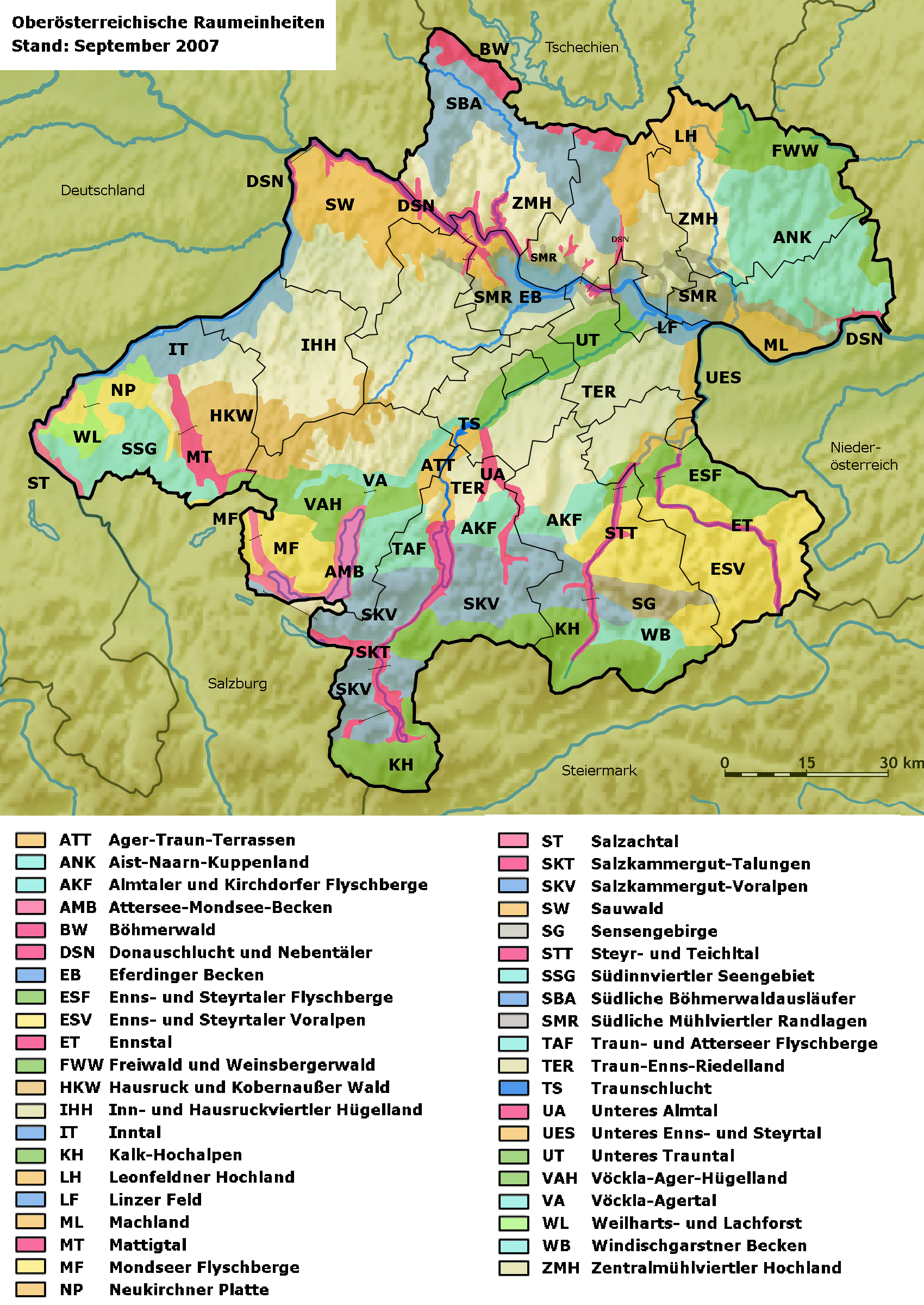
Alle OÖ Raumeinheiten

Das Traun-Enns-Riedelland, auch Traun-Enns-Platte genannt, ist die zweitgrößte von 41 Oberösterreichischen Raumeinheiten und liegt im Traunviertel.

## Lage
Die Raumeinheit umfasst vier räumlich isolierte Teilbereiche und liegt den Bezirken Gmunden, Kirchdorf, Linz-Land, Steyr-Land und Wels-Land.
Die Fläche der Raumeinheit beträgt 912,6 km². Der tiefste Bereich liegt bei rund 260 m ü. A. bei Kristeinbach (Enns). Die höchste Erhebung des Gebiets ist mit 600 m ü. A. der Hangfuß des Inzersberges im Kremstal.
Folgende Gemeindegebiete liegen größtenteils im Traun-Enns-Riedelland (alphabetisch nach Bezirk geordnet): Laakirchen, Vorchdorf, Kremsmünster, Pettenbach, Ried im Traunkreis, Wartberg an der Krems, Ansfelden, Hofkirchen, Kematen, Niederneukirchen, St. Florian, St. Marien, Schiedlberg, Sierning, Wolfern, Eberstalzell, Sattledt, Sipbachzell, Steinerkirchen und Steinhaus.
Die Raumeinheit ist von folgenden oberösterreichische Raumeinheiten umgeben (Im Uhrzeigersinn, beginnend im Norden): Linzer Feld, Unteres Enns- und Steyrtal, Enns- und Steyrtaler Flyschberge, Almtaler und Kirchdorfer Flyschberge, Enns- und Steyrtaler Voralpen, Unteres Almtal, Ager-Traun-Terrassen, Traun- und Atterseer Flyschberge und Unteres Trauntal.
Die Raumeinheiten Ager-Traun-Terrassen und Unteres Almtal teilen die Raumeinheit in die vier Teilbereiche.
Der in Niederösterreich liegende Teil wird als Enns-Niederung (NÖ Raumeinheit) bezeichnet.

## Charakteristik
- Relief ist flach bis wellig (tertiäre Schotter) zwischen 350 und 500 Metern Seehöhe mit vielen Bachtälern.
- Kleine Waldflächen sind auf eher nach Norden gerichteten Hängen zu finden. Insbesondere steilere Täler sind naturnah bewaldet (Esche). Bei den Plateauwäldern ist die Fichte vorherrschend.
- Bäche bilden Mäander und werden von hohen Galeriewäldern gesäumt. Die kleineren Bachtäler sind fast unverbaut und landschaftlich reizvoll.
- Strukturarme Kulturlandschaft mit vorwiegend Ackerbau auf den Terrassenebenen. Es dominieren Einzelhöfe die als große Vierkanter angelegt wurden. Strukturen der früheren Kulturlandschaft sind kaum erhalten.
- Straßenböschungen sind die letzten Magerstandorte (Trockenwiesen). Die seltenen Feuchtstandorte finden sich in der Regel nur in Tallagen.
- Das obere Kremstal verfügt über ein größeres, weitgehend naturnahes Feuchtgebiet. Kleinere Moorreste bei Gmös und Grafing sind zu finden.
- Es existieren viele Teichanlagen, die sowohl als Brutgebiet für Wiesenvögel dienen als auch Durchzugsstandort für Enten sind.
- Es gibt viele größere Orte (Marktgemeinden) und kaum Zersiedlung (Ausnahme: Kremstal).
- Eher trockenes Klima mit geringen Niederschlägen (unter 800 mm/Jahr).